# Sigil·lografia

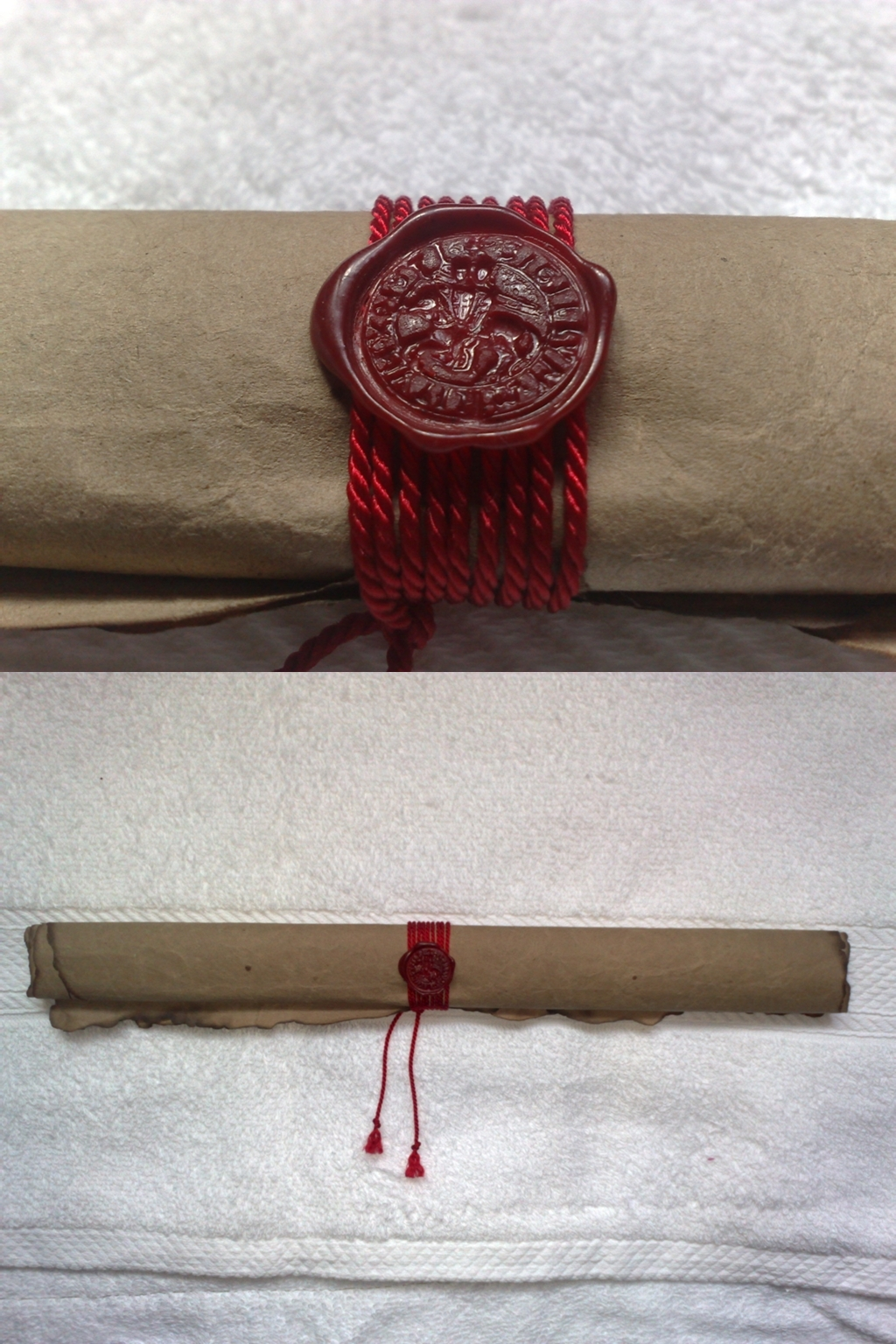
Un segell de lacre, un dels objectes d'estudi de la sigil·lografia

La sigil·lografia com a ciència històrica amb caràcter autònom, auxiliar o dependent, i íntimament relacionada amb la diplomàtica, el dret, la història de l'art, l'heràldica o la genealogia, és l'estudi científic (crític) dels segells utilitzats per l'home al que llarg dels segles com a instrument o mitjà adequat per a autoritzar i validar la documentació pública (oficial) o la privada, estudiant-los i classificant-los en qualsevol de les dues presentacions: matriu (instrument que serveix per segellar) i empremta (resultat del segellat en diverses matèries).
La sigil·lografia és una disciplina arqueològica auxiliar de la història, i té també una relació molt directa amb l'arqueologia, la diplomàtica, la paleografia, l'epigrafia, la iconografia, l'hagiografia, la biografia, la cronologia, la sumptuària i la indumentària, i l'heràldica.
Un segell es pot definir com l'empremta obtinguda sobre un suport per la pressió d'una matriu amb els signes distintius d'una persona física o jurídica per testimoniar la voluntat d'intervenció del seu titular. La matriu és l'instrument que s'utilitza per segellar, porta gravats en buit els signes distintius del seu titular; l'empremta, resultat de l'operació de segellar, és la marca deixada per la matriu sobre un suport mal·leable.
El segell és tota peça de metall, cera, lacre, paper o matèria equivalent que porta estampades figures o signes.
Manuel Bassa i Armengol va ser un reconegut sigil·lògraf català.

## Etimologia
La paraula «sigil·lografia», etimològicament procedeix d'un vocable grecollatí, compost de dos termes, un llatí: sigillum (segell) i un altre grec: γραφή / graphí (descripció, escriptura, doctrina, ciència). Al llatinizar-se, mitjançant el sufix «-ia», el vocable grec γραφή es va canviar a «graphia» i després a «grafia». La definició etimològica de «sigil·lografia» encaixa perfectament amb l'objecte d'aquesta disciplina, és a dir:
| « | Tractat o estudi del segell en el seu aspecte material (realitat tècnica-artística) i formal (representativitat simbòlica i signe vàlid). | » |

### Esfragística
Aquesta disciplina també rep el nom d'esfragística, del grec: σφραγίς / sfragís (segell), o com la va denominar Heumann (a. 1745): «ars sphragistica», terme menys ampli que l'anterior i aplicable fonamentalment a l'aspecte tècnic-artístic i històric dels mateixos, mentre que la sigil·lografia, sense oblidar la tècnica artística i materialitat del segell, es fixa més en la importància intrínseca, és a dir, en l'elevat valor crític (històric, jurídic, diplomàtic) del segell com a part o element integrant i, alhora, garantia de la documentació.
A les escoles austríac-alemanyes dels segles segle xviii i segle xix es deu, principalment, la denominació d'«esfragística», entenent per tal l'art o tècnica del segell, ja que fins llavors aquest havia estat estudiat preferentment en el seu aspecte tècnic i factura material, en alguna d'aquestes facetes: històrica i artística, costumista, genealògica, heràldica o cultural.
L'esfragística antiga és menys àmplia i de significat més reduït que el de la sigil·lografia en sentit modern, ja que tal disciplina, com dèiem anteriorment, sense oblidar la materialitat (factura i tècnica del segell) i altres aspectes en ell reflectits (artístics, costumistes, històric-culturals, genealògics), estudia i es fixa, principalment, en la importància intrínseca i valor crític del segell, sigui d'ordre històric, jurídic o diplomàtic.

## Definició

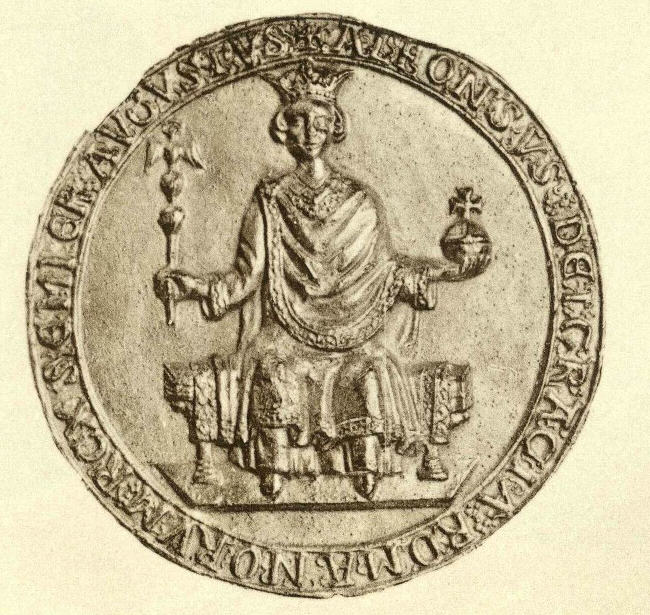
Segell d'Alfons X de Castella

De la seva mateixa definició es desprèn que el principal en el segell són les figures i signes que ostenta, els quals sempre han de correspondre amb les estructures polítiques subjacents, idees, costums i progrés artístic de l'època en què es van traçar. La seva època més prolífica coincideix amb l'edat mitjana.
Al diccionari de la Reial Acadèmia Espanyola podem trobar una breu però correcta definició, ajustada a l'etimologia de la paraula, per a la sigil·lografia, que es descriu com el «estudi dels segells empleats per autoritzar documents, tancar plecs, etc.», la qual només difereix lleugerament de la definició donada pel Comitè de Sigillographie, en la qual es tracta de donar una perspectiva històrica per allunyar-la de la seva posició com a ciència auxiliar, per això la defineix com «la disciplina històrica que té per objecte l'estudi dels segells sota tots els seus aspectes i qualsevol que sigui la seva època».

## Història de la sigil·lografia
La sigil·lografia, antigament coneguda com a esfragística, és una ciència antiga desenvolupada notablement a França pels primers diplomatistes, com Natalis de Wailly, Louis Douët d'Arcq i Léon de Laborde, a partir dels segells dels Arxius Nacionals de França. Es va fer necessària per a col·leccionistes i museus al segle xix, especialment de 1830 a 1880, quan es van fundar i estudiar grans col·leccions d'empremtes. S'ha beneficiat del desenvolupament de tècniques de modelatge més eficients.

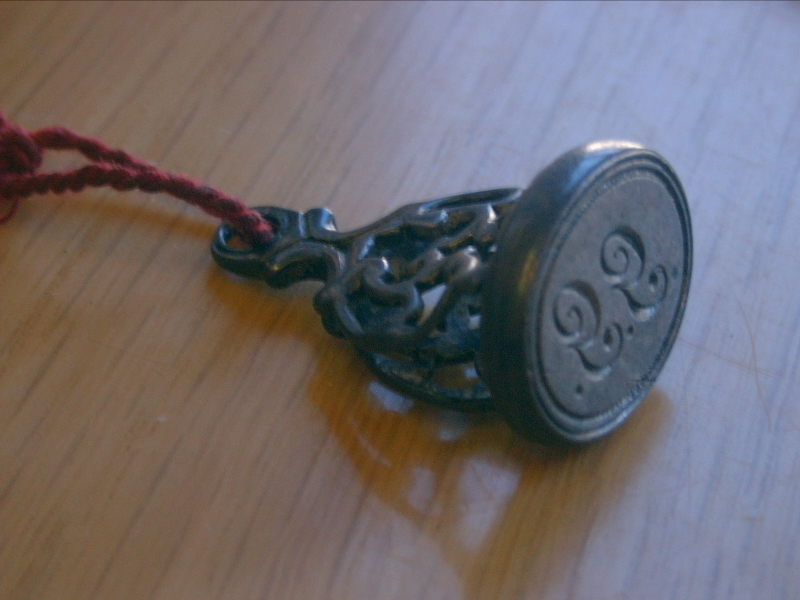
Petit segell d'argent

Després de 1830, quan la col·lecció d'unes 300 matrius de Pierre Revoil va entrar al Louvre, el comerciant anglès John Doubleday va ser autoritzat per a fer empremtes d'alguns segells, sempre que proporcionés als Arxius Nacionals una còpia de cada empremta. Al mateix temps, el medallista Alexis-Joseph Depaulis (1792-1867) va reunir desenes de segells de diverses fonts per oferir-los a l'École des Beaux-Arts (Escola de Belles Arts). A partir la dècada del 1840, els Arxius Nacionals van reunir una col·lecció d'emprentes que segueixen sent les més importants del món, que es va iniciar a partir d'exemplars francesos i anglesos.
Els segells es converteixen així en referències per datar esdeveniments històrics i per estudiar iconografia religiosa, història del vestit o estils decoratius, heràldica, epigrafia i paleografia, amb la dificultat que molts segells han estat separats del seu document original, per alimentar el mercat emergent de col·leccionisme. A mitjan segle xix, historiadors com Hermann Grotefend, Otto Posse, Louis-Claude Douet d'Arcq i Germain Demay, van ser els propulsors de la nova sigil·lografia, on el segell es converteix en una font històrica. Encara que podem posar com a precedent el tractat sobre els segells que va publicar Heineck en 1709, on a més de la perspectiva diplomàtica, s'analitzaven els segells des de la perspectiva de la història, de la història de l'art i de l'arqueologia.
La nova sigil·lografia sosté que el segell, com objecte material, es presta a diversos punts de vista: la història, la genealogia, l'heràldica, l'arqueologia, la història de l'art (és un petit objecte d'art moble), la història del poder i la història del dret (és una prova de la capacitat jurisdiccional d'una persona o una institució), la història de l'armament, la història del vestit i la història de la metal·lúrgia. Actualment ningú dubta del seu caràcter com a font històrica, i fins i tot alguns la defineixen com a disciplina arqueològica auxiliar de la història, encara que tampoc s'ha d'oblidar que la sigil·lografia segueix sent una part important de la diplomàtica i de les ciències i tècniques historiogràfiques.

## L'ús dels segells
Els segells serveixen per a:
- autenticar documents, com les signatures i segells de goma contemporanis,
- enviar cartes, com els segells de correus contemporanis,
- per certificar cartes, com l'obliteració actual.

El valor legal medieval del segell és el fonament de la teoria jurídica contemporània de la signatura.
Com a signatura, els segells mencionen un origen i donen una garantia. Per a això, mostren signes (anomenats tipus) associats amb un text (anomenat llegenda), dos termes de la numismàtica.
Els segells i les butlles d'autentificació dels actes proporcionen la informació essencial dels materials distribuïts als dipòsits i biblioteques. La sigil·lografia està vinculada, per tant, a la diplomàtica i l'heràldica, particularment per la funció del segell com a mitjà d'identificació; les tres quartes parts del milió d'escuts d'armes medievals es coneixen gràcies als segells monocroms.
A França, el títol de Garde des Sceaux (Guardià dels Segells) va ser creat per Felip II de França en el segle xiii, i encara avui és usat pel ministre de Justícia de França.

## Tècnica

### Realització del segell de cera
El segell de cera medieval s'obté a partir d'una galeta o bola de color marró de cera natural d'abella (barrejada amb colorants a partir del segle xii per donar ceres marrons, grogues, verdes o vermelles), i després, per la impressió d'una matriu de metall (molt sovint de bronze) amb gravacions en buit realitzades per un orfebre.

### Formes de segell
Les formes més comunes són:
- rodones[6]

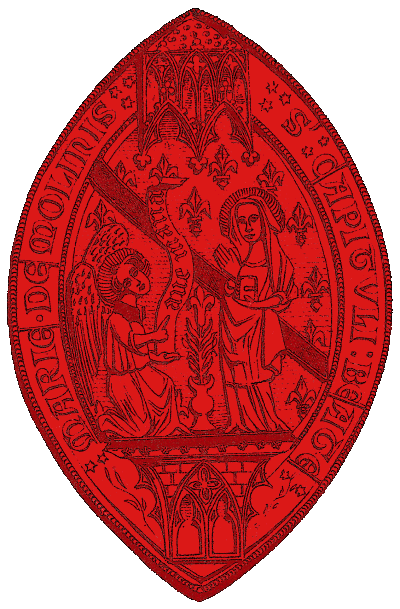
Segell ogival del registre de la catedral de Moulins

- ogivals, anomenades també «en llançadores», més apropiats per a les efígies eclesiàstiques o femenines.

### Fixació del segell
Els segells es poden fixar en el pergamí de l'acte o, ja en el segle xii, en l'appendus (apèndix). Els segells de l'apèndix es van fixar mitjançant:
- corretges de cuir,
- llengüetes simples del pergamí, fetes amb una incisió (cues dobles), una forma particular de la qual és la corbata parisenca,
- talls del pergamí que recolza l'acte (cues simples),
- fils de diversos materials (llaç de seda, corda de cànem).

Els segells fixats a la part inferior del document tenen dues cares, l'anvers que porta l'empremta del segell i el revers que rep el d'un altre segell; el segell es diu biface (dues cares) si té la mateixa dimensió o contra-segell si és d'una dimensió més petita.

Alguns tipus de fixació de segells
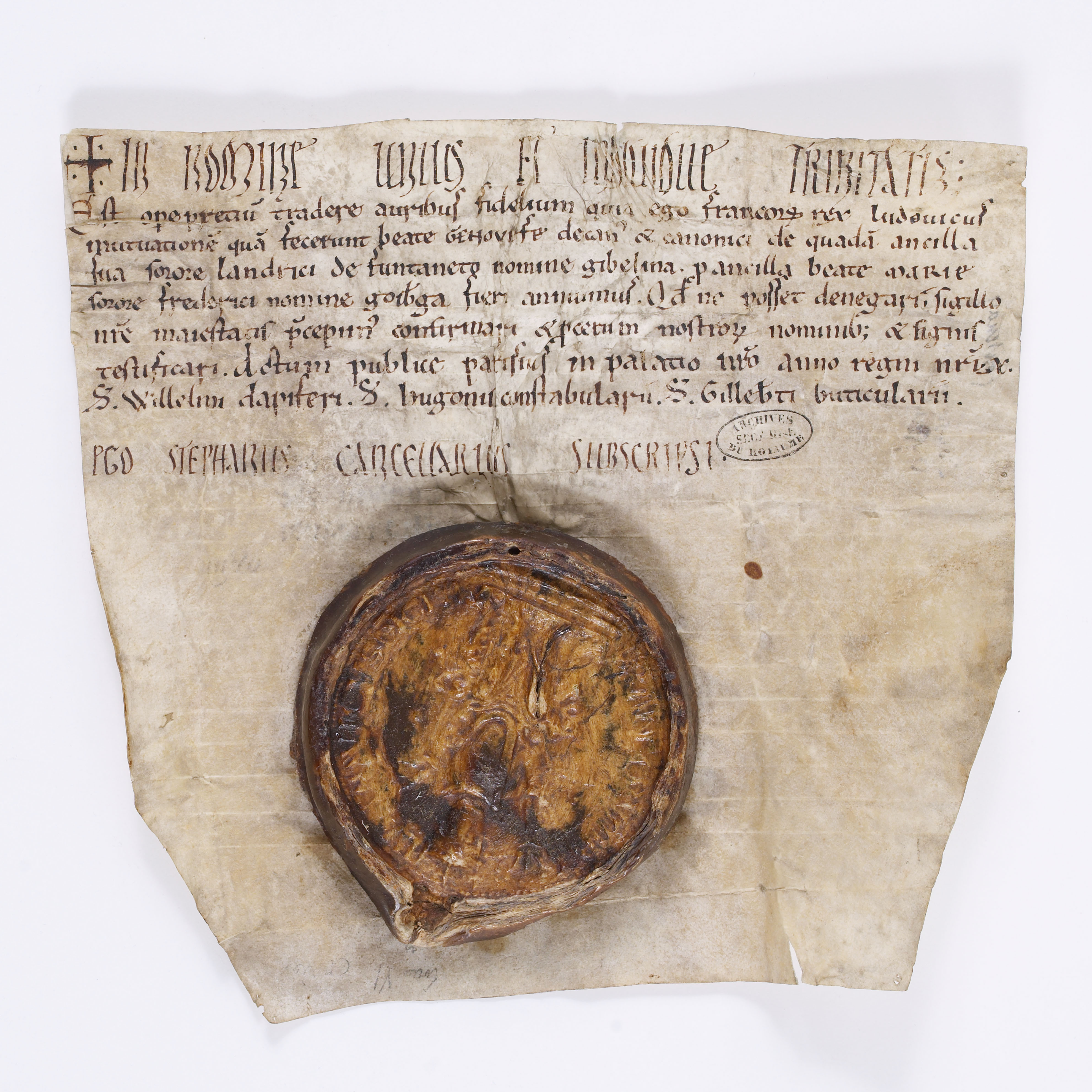
Acte de confirmació del rei Lluís VI el Gras segellat amb un segell de cera marró, 1118.
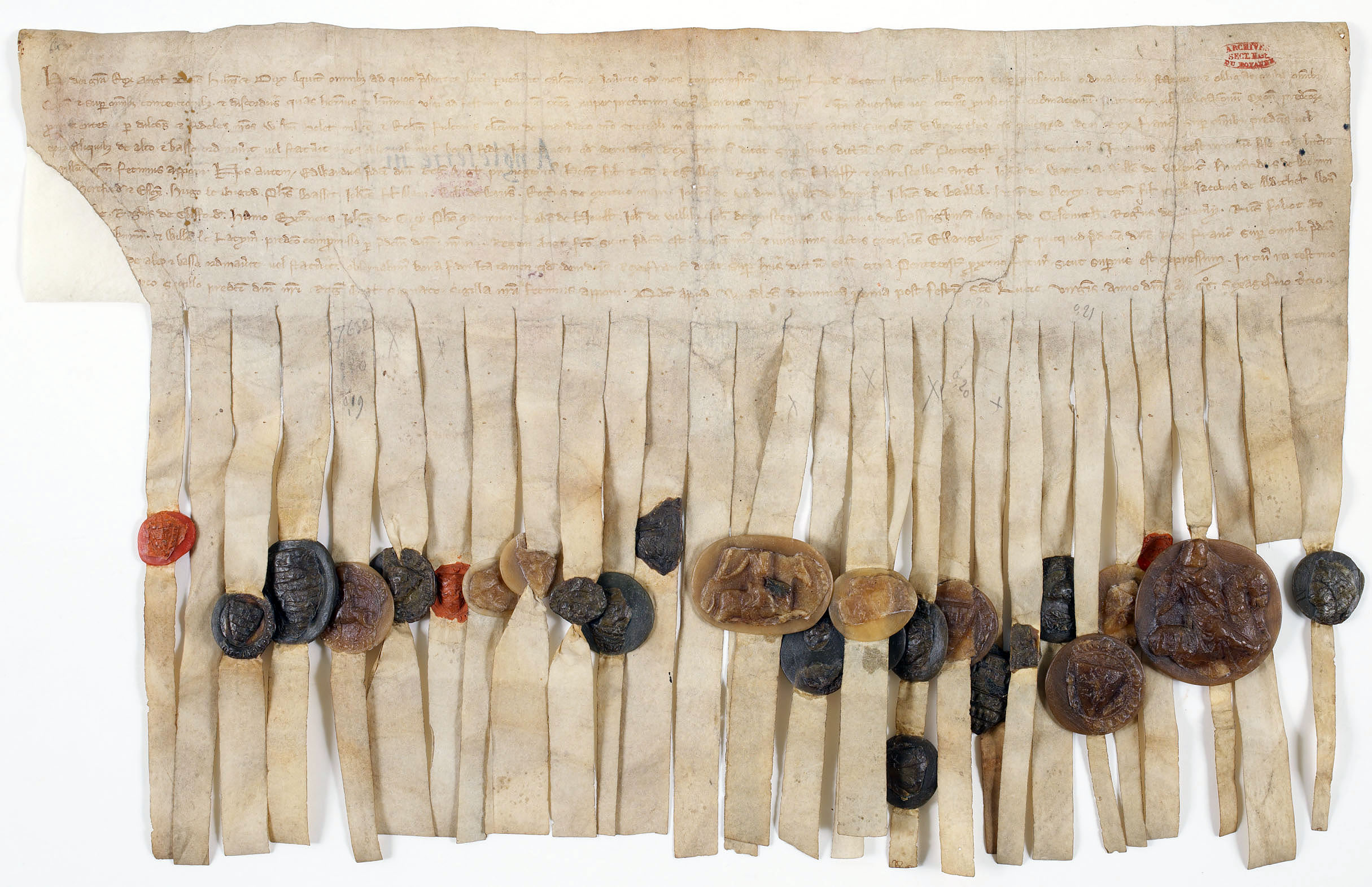
Carta segons la qual Enric III d'Anglaterra i els seus barons trien a Lluís IX de França com a àrbitre de les seves diferències, segellada amb 25 segells fixats a les cues de pergamí, 1263.
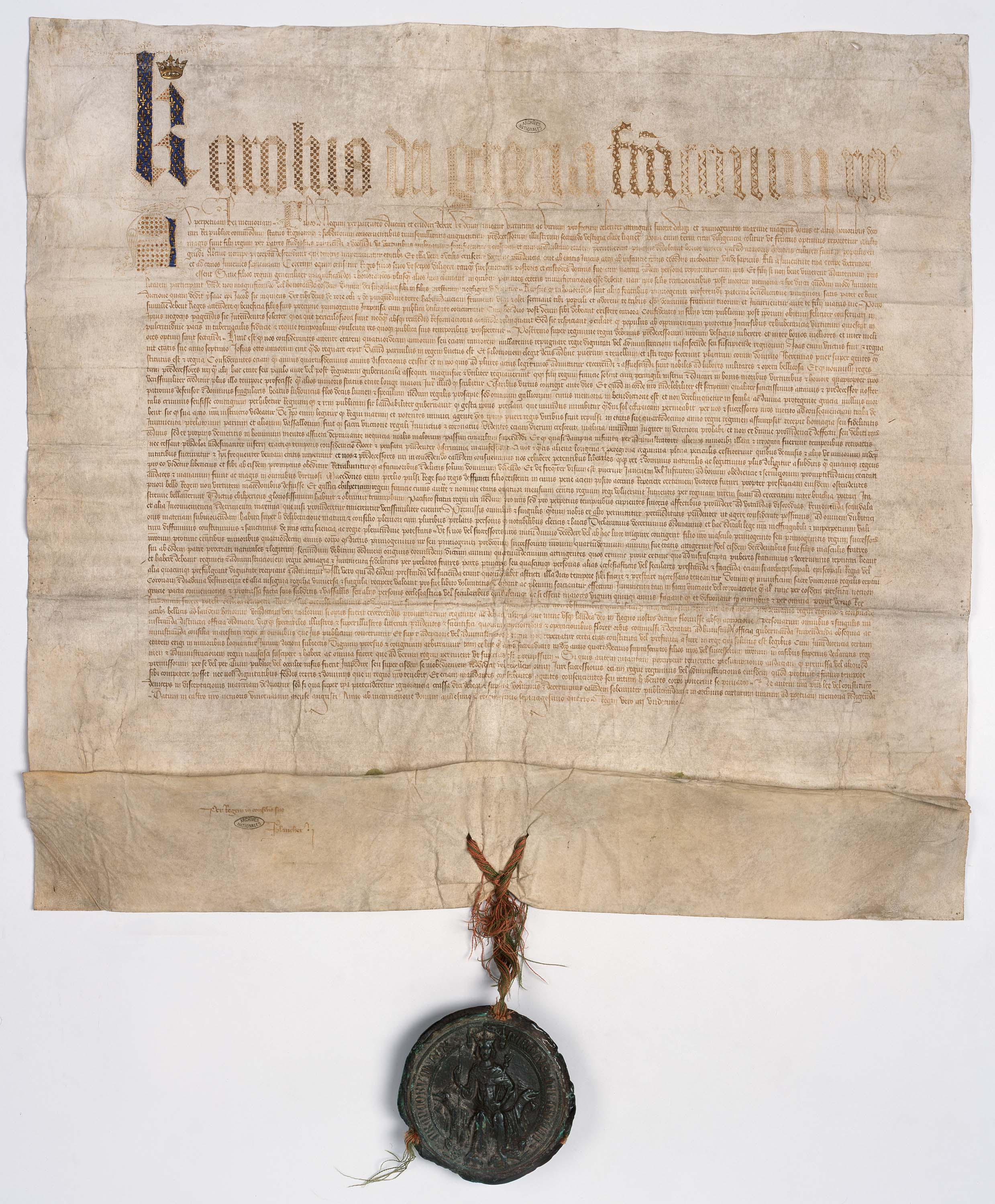
Ordenança de Carles V de França, segellada amb el segell reial de cera verda, fixada en llaçs de seda vermella i verda, 1374.

## Significats

### Les efígies i llegendes

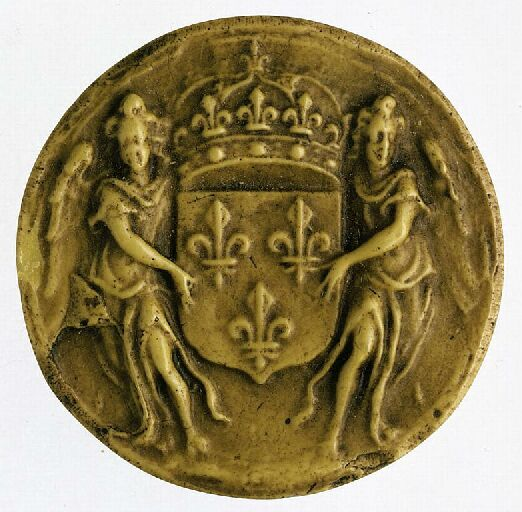
Motlle del contra-segell del Gran Segell de Lluís XIV, rei de França. Arxius nacionals de França (SC-D116bis)

Sovint, la llegenda nominativa està escrita en llatí, i molt rarament en llengua vernacla. Les efígies són dibuixades segons el rang social del propietari del segell: 
- segell de majestat, on el rei seu al tron amb els signes de la seva sobirania,[13]
- segell eqüestre, de guerra on un senyor apareix a cavall, portant les seves armes,[14]
- segell eclesiàstic, assegut o al peu, que mostra al propietari del segell amb els ornaments de la seva funció[15]
- segell femení, en peu, d'una dama d'alt rang vestida amb les seves gales,
- segell hagiogràfic, de les institucions eclesiàstiques,[16]
- segell monumental, de ciutats, que representen monuments,[17]
- segell heràldic, o d'escut d'armes, que segueix sent el més prevalent en la societat, utilitza la codificació monocromàtica dels colors heràldics, que no s'utilitza en el segell per raons tècniques.[18]

### Significat del color i de l'apèndix

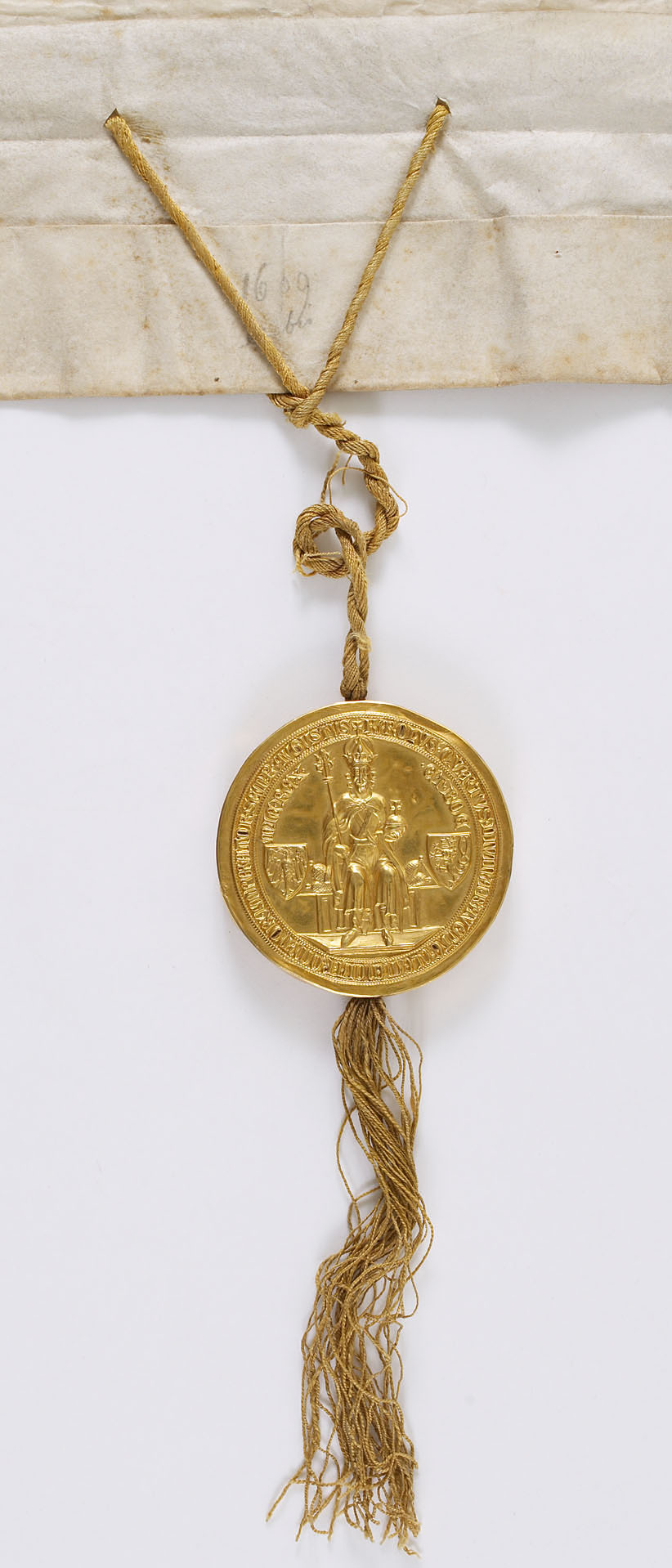
Butlla d'Or. Arxius nacionals de França (AE-III-104)

De vegades, el color de la cera i el tipus d'apèndix era significatiu en algunes cancelleries. A la Cancelleria Reial Francesa:
- els segells de cera verda, fixats sobre llaços de seda vermella i verda, caracteritzen els actes de valor perpetu;
- els segells de cera groga sobre una cua simple, són peculiars dels mandats i dels actes administratius;
- els segells de cera vermella que segellen les cartes tancades són d'esfera privada.

En el domini privat també existeix un codi de color:
- els segells de cera verda segellen les cartes amb una declaració d'amor.;
- els segells de cera blava segellen les cartes d'amor i romàntiques;
- els segells de cera negra o grisa caracteritzen actes relacionats amb la mort o els funerals;.

### Les butlles metàl·liques
La butlla metàl·lica sempre s'adjunta al document i sempre és biface. Es produeix imprimint una butlla metàl·lica mitjançant una mena de pinces. Els metalls són mal·leables i són:
- crysobullòs (butlla d'or), per a les cancelleries imperials (com les de l'emperador romà d'Orient o de l'emperador romanogermànic);
- argyrobullòs (butlla d'argent), per a les cancelleries reials,
- molybdobullòs (butlla de plom), per als actes solemnes dels Papes (Butlla Papal o Butlla Pontífica).

## El destí d'un segell
El segell d'una persona natural és per principi únic i ha de ser destruït després de la seva mort. Però, sovint, un canvi del dibuix o de la llegenda del segell permet als sigil·lògrafs d'adquirir-lo.
Els descobriments arqueològics, així com el fet que molts matrius de segells (eina usada per produir el segell) es conserven en col·leccions públiques i privades, demostren que només es van trencar els segells-matrius de les altes autoritats, governants i prínceps.

## La sigil·lografia i la diplomàtica
La connexió entre sigil·lografia i diplomàtica es retrotreu als orígens de les dues disciplines, el segell en un primer moment era estudiat pel seu valor jurídic i tot i que actualment pot ser analitzat des d'altres perspectives, sempre podrà estudiar des d'aquesta perspectiva, per la qual cosa el professor Canellas va assenyalar que les dues són disciplines inseparables.
La sigil·lografia com a disciplina científica neix com a part de la diplomàtica. El terme apareix plasmat per primera vegada dins el tractat sobre diplomàtica imperial Heumann von Teutschbrunn (1749), però el valor jurídic dels segells ja havia estat percebut dins de Mabillon (1709).
Des de la perspectiva diplomàtica, el segell pot ser un factor extern del document, un factor intern com a element validador, i també una prova per determinar la tradició documental de l'acte jurídic (podent detectar-se falsos documentals per ús fraudulent d'un segell o mitjançant la seva falsificació).

## La sigil·lografia i el col·leccionisme
El segell, com a objecte d'art i antiguitat, va tenir un gran valor dins el món del col·leccionisme i dels antiquaris, un fenomen que va incidir especialment en el segle xix quan aquestes pràctiques estaven en voga i no existia una noció clara del patrimoni històric. Els segells van entrar dins dels circuits comercials i el robatori d'aquestes petites peces es va posar de moda, de manera que en l'actualitat trobem nombrosos documents que haurien de tenir el seu segell però que només mantenen la seva menció i la plica, mentre que els seus segells (els segells solts) han format part no només de col·leccions privades sinó també de col·leccions públiques, i és que la major part d'arxius té una secció factícia formada per segells solts.

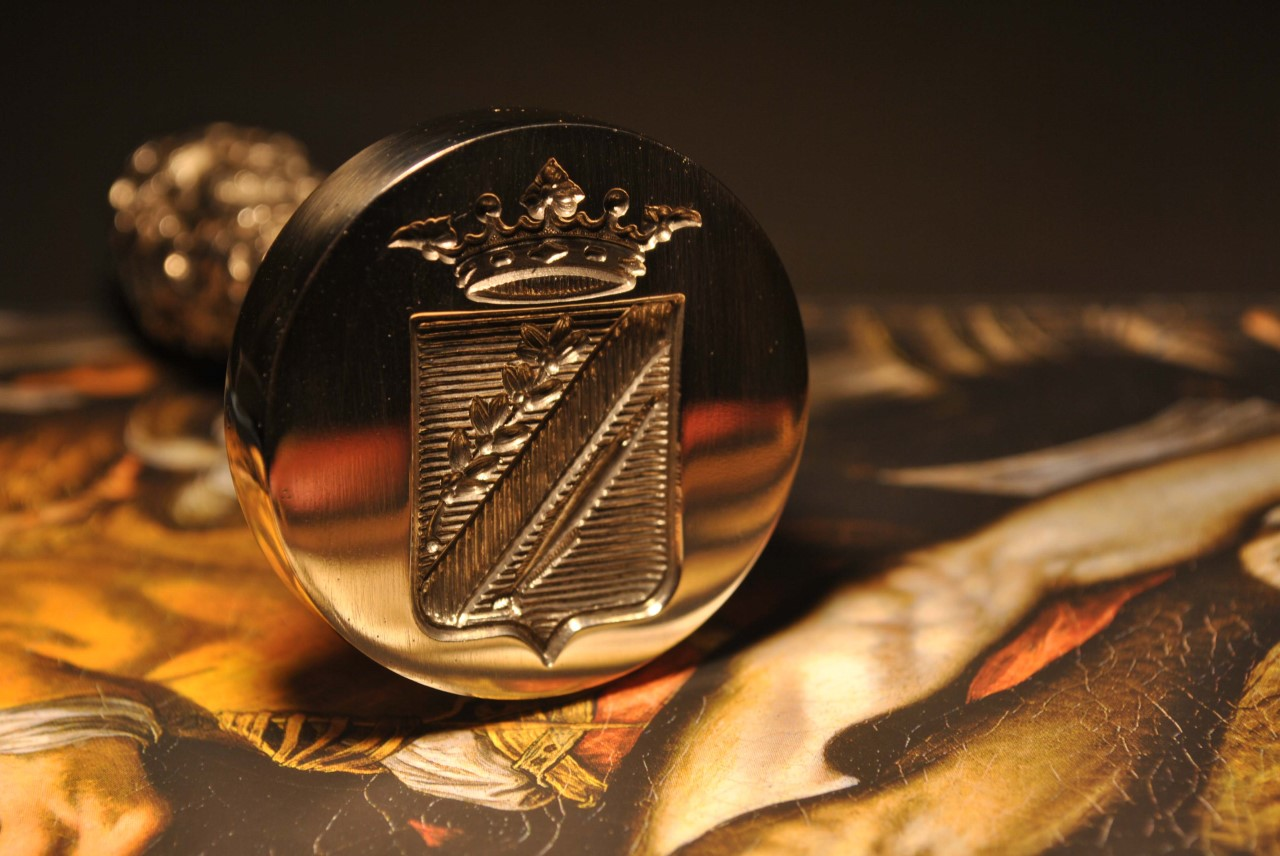
Segell d'argent tallat a mà amb l'escut d'armes de la família Ciciarelli

Actualment el col·leccionisme d'aquestes peces està restringit per les lleis de patrimoni, però encara vam heretar els estralls del fenomen dels segells solts i la creació de col·leccions factícies. No obstant això, aquest matís col·leccionista ha estat l'impulsor de la classificació sistemàtica dels segells, creant noves tipologies que superen la tradicional divisió de la diplomàtica per autoritats (segell eqüestre, sedent, parlant, monumental, heràldic, iconogràfic) i una metodologia descriptiva exhaustiva (material, forma, manera d'aposició, mesures). A més encara continua sent un àpex per a la creació de catàlegs en paper o en bases de dades en línia, tasca facilitada per la concentració d'aquestes peces en col·leccions.
Un catàleg, que consta de tres volums relacionats amb «Col·leccions de segells», facilita l'accés a ells, però no està il·lustrat. Els segells es classifiquen en vuit tipus: de majestat, eqüestres, heràldic, femenins, eclesiàstics, llegendaris, topogràfics i arbitraris (o de fantasia). Com que aquests primers inventaris no compleixen els criteris o les necessitats de la recerca, Léon de Laborde va pensar a editar un Atles de segells, aquesta vegada il·lustrat amb fotografies i compilant fitxer normalitzades, però aquest projecte mai es va finalitzar. Laborde va iniciar un inventari de segells provincials. No el va finalitzar, però no obstant això va permetre la publicació de l'inventari dels segells de Flandes (1873), d'Artois i Picardie (1877), i de Normandia (1881). Auguste Coulon continua amb un inventari de segells de la Borgoña (finalitzat el 1912).
Segons Clément Blanc-Riehl, l'estudi dels motlles i la separació de molts segells del seu document, però «descontextualitzant» aquests objectes, fa que la sigil·lografia perdi part del seu interès històric.

## Anècdota
La sigil·lografia fa una aparició inesperada en l'àlbum de Tintin El ceptre d'Ottokar, a través del personatge del professor Halambic.